# Sytuacja prawna i społeczna osób LGBT w Szwajcarii

Tęczowa flaga w kształcie Szwajcarii

Sytuacja prawna i społeczna osób LGBT w Szwajcarii obejmuje kwestie związane z równouprawnieniem (lub jego brakiem) osób homoseksualnych (lesbijek i gejów), biseksualnych oraz trans (nie-cispłciowych) i innych osób queer (osób LGBT) w różnych aspektach szwajcarskiego prawa i w oczach tamtejszego społeczeństwa.

Tęczowa flaga – symbol społeczności LGBT

## Prawo wobec kontaktów homoseksualnych
W Szwajcarii kontakty homoseksualne zostały zalegalizowane w 1942 roku. Wiek osób legalnie dopuszczających się kontaktów homo- i heteroseksualnych od 1992 roku jest zrównany i wynosi 16 lat.

## Ochrona prawna przed dyskryminacją
Od 2000 roku konstytucja Szwajcarii zakazuje dyskryminacji ze względu na orientację seksualną.
Geje, lesbijki i osoby biseksualne nie są wykluczone ze służby wojskowej z powodu swojej orientacji seksualnej.

## Uznanie związków osób tej samej płci

### Ogólnokrajowe
W czerwcu 2004 roku szwajcarski parlament przyjął ustawę o rejestrowanych związkach partnerskich większością trzech czwartych głosów, ale konserwatywna partia Eidgenössisch-Demokratische Union (Federalna Demokratyczna Unia) zebrała wystarczającą liczbę podpisów do wymuszenia przeprowadzenia narodowego referendum rozstrzygającego tę kwestię. W referendum, które odbyło się w czerwcu 2005 roku, 58% Szwajcarów opowiedziało się za przyznaniem osobom homoseksualnym takiej możliwości. Prawo to weszło w życie 1 stycznia 2007 roku. Szwajcarskie związki partnerskie nadają parom jednej płci prawa identyczne jak prawa małżeństw, z wyjątkiem możliwości adopcji dzieci, zapłodnienia in vitro oraz przyjmowania nazwiska partnera.
Małżeństwa osób tej samej płci zostały zalegalizowane w referendum, które odbyło się 26 września 2021 roku. 64,1% głosujących, poparło poprawkę do kodeksu cywilnego, która zezwala na małżeństwa osób tej samej płci, adopcję przez pary tej samej płci i wspomagane metody rozrodu dla par tej samej płci. Poprawka weszła w życie 1 lipca 2022 roku.

### Regionalne
W 2001 roku kanton Genewa wprowadził związki partnerskie PACS (Pacte civil de solidarité), zbieżne z francuską regulacją prawną z 1999 roku. Związki takie przyznają znacznie mniej praw niż obowiązujące federalnie od 2007 roku związki partnerskie.
W 2002 roku kanton Zurych wprowadził związki partnerskie po przeprowadzeniu referendum, w którym 62,7% mieszkańców kantonu poparło taką możliwość. Związki takie dawały nieco więcej praw niż genewskie PACS, ale wymagały od par przynajmniej półrocznego okresu wspólnego zamieszkiwania przed zarejestrowaniem.
W lipcu 2004 roku w kantonie Neuchâtel również wprowadzono związki partnerskie.

## Życie osóbLGBTw kraju
Szwajcarzy należą do społeczeństw bardzo tolerancyjnych wobec osób homoseksualnych. Już w 1999 roku wprowadzenie związków partnerskich popierało 68% obywateli państwa.
Pierwsza parada mniejszości seksualnych (CSD) odbyła się w kraju w Zurychu w 1979 roku.
W kraju istnieje duża scena gejowska, skoncentrowana w Genewie, Zurychu, Bazylei i Lozannie.